# هورنيمانس
هورنيمانس Hornimans علامة تجارية للشاي تملكها شركة ياكوبس دوفي إيغبرتس.
مقرها في جزيرة الرجل وأصدرت عام 1826.
وتتوافر في العديد من الأسواق منها إسبانيا وأوروغواي والإكوادور وكولومبيا وغيرها.